# التراث الثقافي الألباني

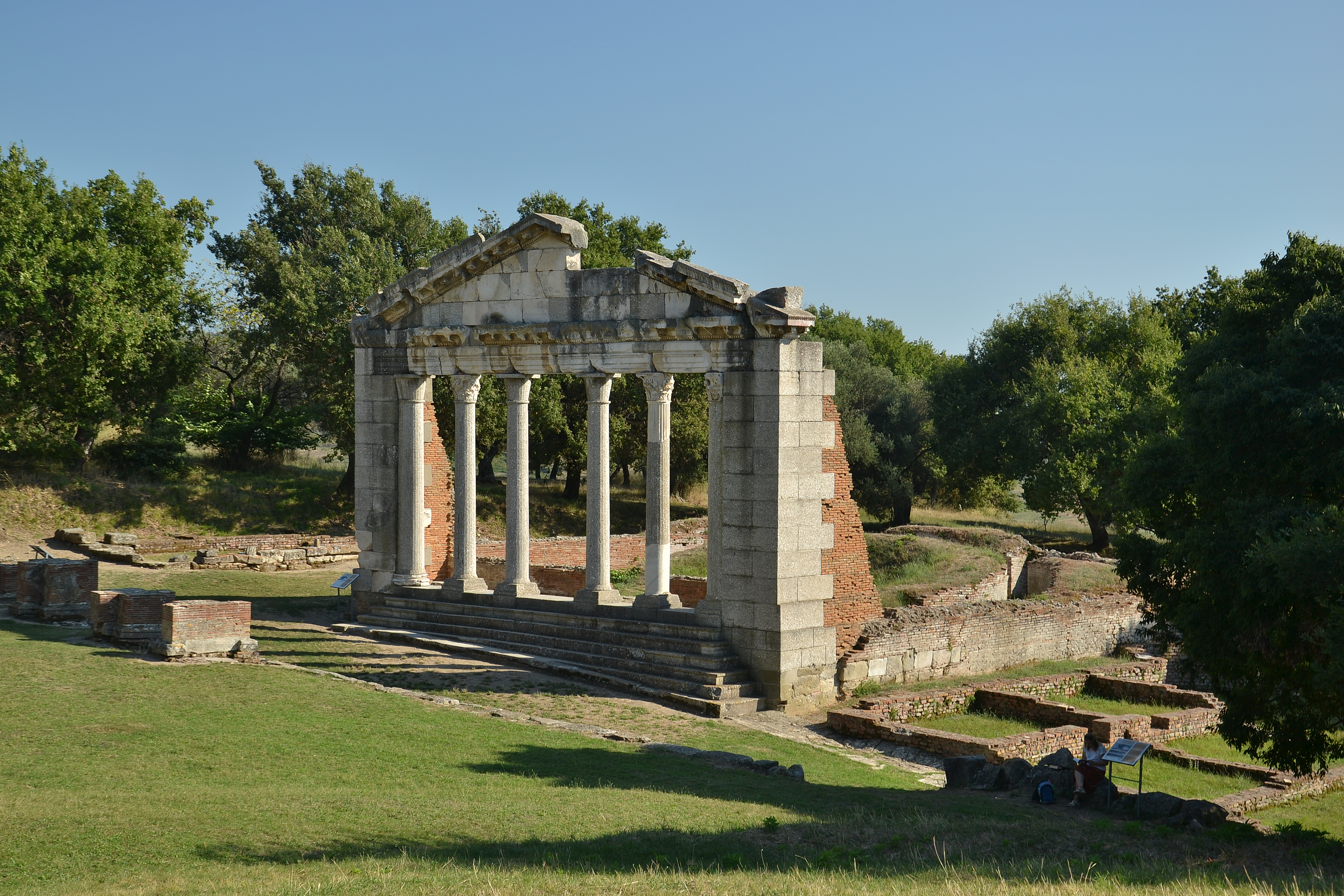
نصب أغونوتيتيس في أبولونيا، ألبانيا: مركز سياسي وثقافي في الحضارة الإيليرية القديمة

التراث الثقافي لألبانيا (بالألبانية: Trashëgimia kulturore e Shqipërisë، بالإنجليزية: Cultural heritage of Albania): هو مزيج من التقاليد القديمة والتأثيرات التاريخية التي تتجمع في ألبانيا لإنشاء فسيفساء غنية من الثقافة والتاريخ.

## الانسجام الديني والتراث
- الانسجام الديني: تشتهر ألبانيا بالتسامح الديني والتنوع، وتفتخر بتاريخ من التعايش بين المسلمين والمسيحيين والصوفية البكتاشية.
- الكنائس والمساجد التاريخية: تشمل المواقع الدينية البارزة مسجد أدهم باي في تيرانا والعديد من الأديرة الأرثوذكسية التي تعود إلى العصور الوسطى.